# Frälsarens förklarings kyrka, Lipetsk
Frälsarens förklarings kyrka (ryska: Спасо-Преображенская церковь; translitteration: Spaso-Preobrashenskaja tserkov; kyrkslaviska: Спа́со-Преображенскаѧ це́рковь) är en rysk-ortodox kyrkobyggnad belägen vid Papina-gatan 1, i staden Lipetsk i Lipetsk oblast, i den västra delen av europeiska Ryssland.
Kyrkan är helgad åt Kristi förklaring och tillhör Lipetsks stift.

## Historik
Frälsarens förklarings kyrka i Lipetsk började att byggas år 1808 och stod klar 1813. 1939 stängdes kyrkan ned och öppnades igen 1946.
Kyrkan är också ett monument.